# 須田英明
須田 英明（すだ ひであき、1948年 - ）は、日本の歯科医師・歯学者。東京医科歯科大学大学院医歯学総合研究科口腔機能再構築学系専攻摂食機能保存学講座歯髄生物学分野教授。元日本歯科保存学会理事長、元日本歯内療法学会会長。歯内療法学に関する研究で知られる。

## 経歴
1974年東京医科歯科大学歯学部卒業、1978年同大学院修了。1990年より同大学教授。
1978年東京医科歯科大学より歯学博士の学位を得る。学位論文の題は「電気麻酔法と笑気吸入鎮静法に関する電気生理学的研究 : 大脳皮質誘発電位の振幅に及ぼす効果について」。

## 著作
- 上田, 裕、須田, 英明、長尾, 正憲 ほか 編『有病者・高齢者歯科治療マニュアル』医歯薬出版、1996年2月。ISBN 978-4-263-45311-7。
- 斎藤, 毅、須田, 英明、中村, 治郎 ほか 編『ハンディ歯内療法学』学建書院〈ハンディシリーズ〉、1999年2月。ISBN 4762401595。
- 須田英明、今井文彰 編『歯内療法 効率・確実を極める』デンタルダイヤモンド社〈デンタルダイヤモンド増刊号〉、1999年6月。ISBN 4885100046。
- 須田英明 編『New エンドドンティックス』医歯薬出版〈歯界展望 別冊〉、1999年6月。
- 須田, 英明、戸田, 忠夫、中村, 洋 編『現代の根管治療の診断科学』クインテッセンス出版〈ザ・クインテッセンス別冊〉、1999年7月。ISBN 9784874176221。
- 内山茂、小田茂、鈴木哲也、須田英明、田上順次、豊島義博 編『いま注目の歯科器材・薬剤2002』医歯薬出版〈歯界展望 別冊〉、2001年12月。
- 須田, 英明、恵比須, 繁、中川, 寛一 編『エンドサージェリーのエッセンス アトラス・外科的歯内療法』クインテッセンス出版、2003年4月。ISBN 978-4874177631。
- 須田英明、戸田忠夫、恵比寿繁之、川崎孝一、中村洋、西川博文、林善彦、前田勝正 編『改訂版　エンドドンティクス21』永末書店、2004年3月。ISBN 4-8160-1132-3。
- 編集委員長 森岡俊夫 編集委員 須田英明、津田忠政、吉田憲司 編『歯科用レーザー・21世紀の展望 パート2』クインテッセンス出版、東京都文京区〈別冊　ザ・クインテッセンス〉、2004年11月10日。ISBN 978-4-87417-827-0。 NCID BA5571222X。

- 藤井彰、秋元芳明、池田英治、伊藤公一、嶋田昌彦、須田英明、千田彰、前田隆秀 著、藤井彰 編『歯科領域における偶発症の予防とその対策』クインテッセンス出版、2005年12月。ISBN 978-4-87417-883-6。
- 須田, 英明、興地, 隆史、中村, 洋 ほか 編『失敗しない歯髄保存療法 抜髄する前にもう一度歯髄診断をしよう』クインテッセンス出版、2006年11月。ISBN 978-4-87417-930-7。
- 戸田, 忠夫、中村, 洋、須田, 英明 ほか 編『歯内治療学<第3版>』医歯薬出版、2007年5月。ISBN 978-4-263-45607-1。
- Gunnar Bergenholtz、Preben Horsted-Bindslev、Claes Reit 編『バイオロジーに基づいた実践歯内療法学』総監訳 須田英明  監訳 赤峰昭文、興地隆史、恵比須繁之、林善彦、クインテッセンス出版、2007年6月。ISBN 978-4-87417-962-8。
- 須田, 英明、興地, 隆史、五味, 博之 ほか 編『臨床歯内療法 器材・薬剤・テクニックのコンビネーション』デンタルダイヤモンド社〈デンタルダイヤモンド増刊号〉、2008年4月。
- 須田英明、恵比須繁之、川崎孝一、中村洋、林善彦、前田勝正 編『エンドドンティクス21　歯内療法カラーアトラス』永末書店、2008年6月。ISBN 978-4-8160-1197-9。
- 編集主幹 須田英明、中村洋  編集 恵比須繁之、興地隆史、勝海一郎、斎藤隆史、中川寛一、中村幸生、林善彦 編『＜第3版＞エンドドンティクス』永末書店、2010年3月。ISBN 978-4-8160-1214-3。
- 編集委員長 須田英明 編集委員 井上美津子、杉山芳樹、都築民幸 編『よくわかる外傷歯 症例から学ぶ治療のエッセンス』デンタルダイヤモンド社〈デンタルダイヤモンド増刊号〉、2010年4月。ISBN 978-4-88510-202-8。

## 所属団体
- 日本歯科医学会 評議員[5]
- 日本歯科保存学会 元理事長[2]、歯科保存治療専門医[6]
- 日本歯内療法学会会長[3]
- 日本口腔科学会元理事[7]、評議員[8]、査読委員[9]、プログラム検討委員[9]、ICD委員[9]
- 日本歯科医学教育学会 評議員[10]、元常任理事[7]
- 日本レーザー歯学会 理事[11][7]
- 日本歯周病学会評議員[7]
- 日本歯科薬物療法学会 評議員[12]、元理事[7]、第28回総会・学術大会大会長（2008年）[13]
- 日本外傷歯学会学術委員、編集査読委員[14]
- 日本歯科放射線学会[7]
- 歯科基礎医学会[7]
- 国際歯科研究学会日本部会[7]
- 国際歯科研究学会機関誌編集委員[7]
- 日本疼痛学会[7]
- 日本炎症学会評議員[7]
- 口腔病学会常任理事[7]